# Петербурзький державний університет шляхів сполучення
Петербурзький державний університет шляхів сполучення (ПДУШС) рос. Петербургский государственный университет путей сообщения (ПГУПС) — університет, який готує спеціалістів, бакалаврів і магістрів в галузі залізничного транспорту. Колишній Ленінградський інститут інженерів залізничного транспорту (ЛІІЗТ) рос. Ленинградский институт инженеров железнодорожного транспорта, ЛИИЖТ.
Перший транспортний виш у Росії, заснований у 1809 під назвою «Інститут корпусу інженерів шляхів сполучення». Цей виш неодноразово змінював свої назви і послужив основою для багатьох транспортних вишів Російської імперії й СРСР.
До 1992 року носив ім'я уродженця Миколаєва, академіка АН СРСР В. Образцова.

## Історія

### 1809–1917
В 1809 році граф Микола Петрович Рум'янцев представив імператору Олександрові І «Пропозицію про надійні міри для заснування у всій Росії зручних сполучень посуху і по воді». В цьому документі висловлювалась також думка щодо організації технічного вишу для підготовки інженерів, які були здатні очолити будівництво громадських і транспортних споруд. На підставі цієї пропозиції 20 листопада 1809 року (всі дати до 1917 року — за старим стилем) були утворені Управління водними й сухопутними сполученнями, Корпус інженерів шляхів сполучення і Інститут корпусу інженерів шляхів сполучення (ІКІШС).
Інститут корпусу інженерів шляхів сполучення був заснований вищим маніфестом Олександра І від 20 листопада (2 грудня) 1809. Інститут було урочисто відкрито 1 (13) листопада 1810.
Першим ректором ІКІШСу став Августин Августинович Бетанкур — талановитий інженер, вчений, будівник і педагог з Іспанії. Палац князя Юсупова (архітектор Джакомо Кваренгі) став першою будівлею Інституту. 1 листопада 1810 року ІКІШС був урочисто відкритий, а через два дні почалися заняття з першими студентами.
Початково в Інституті навчалися чотири роки і, хоча його вихованці мали військові звання, він формально вважався громадським вишем, де не викладалися військові дисципліни. Але у грудні 1823 року ІКІШС був перетворений на закритий військовий інститут за зразком кадетських корпусів, в навчальні плани були включені військові предмети. І тільки у 1864 році Інститут знову став громадським.

В 30-ті роки XIX століття у зв'язку з будівництвом Царськосільської залізниці у навчальні програми факультету Будівельного Мистецтва були включені спеціальні розділи з будівництва й експлуатації залізниць.

У 1864 році у відповідальності з новим Положенням про Інститут він оголошувався громадським вищим навчальним закладом першого розряду з п'ятирічним строком навчання і почав називатися Інститутом Інженерів Шляхів Сполучення (ІІШС).

В Інституті продовжувалося вдосконалення навчального процесу: введення нових дисциплін, викладання провідними вченими Росії багатьох предметів. Взагалі, Інститут був дуже престижним вишем, куди було не так просто поступити.

### 1917-наші дні
Початок ХХ століття ознаменувався створенням нових видів транспорту: електричного, автомобільного й повітряного. У зв'язку з цим в Інституті були відкриті відповідні структурні одиниці: наприклад, кафедра «Електричні залізниці» була організована у 20-ті роки.

В 1909 році професор Н. А. Ринін почав читання лекцій з повітроплавання, а в 1920 році відкритий перший в Росії факультет Повітряних Сполучень.

В 1924 році ІІШС був знову перейменований, у цей раз на Ленінградський Інститут Інженерів Шляхів Сполучення (ЛІІШС).

В 1930 році була відкрита спеціалізація СЦБ та зв'язку, яка в 1933 перетворилася на однойменний факультет.

На початку 30-х років відбулась реорганізація ЛІІШСу у інші чотири транспортних виша:
- Ленінградський Інститут Інженерів Водного Транспорту (ЛІІВТ) (1930);
- Ленінградський Інститут Інженерів Громадського Повітряного Флоту (ЛІІГПФ) (1930);
- Леніградський Автодорожній Інститут (ЛАДІ) (1931);
- Військо-транспортна Академія (ВТА) (1932).

Після реорганізації ЛІІШС став готувати спеціалістів для залізничного транспорту, тому в 1930 році він був перейменований на Ленінградський Інститут Інженерів Залізничного Транспорту (ЛІІЗТ).

У 1932 році відбулося розділення ЛІІЗТу на два самостійних навчальних комбіната:
- Ленінградський електромеханічний НК (ЛЕМНК) і
- Леніградський Шляхобудувальний НК (ЛШБНК),

які через рік були знову об'єднані назад у ЛІІЗТ.
У 1934–1936 рр.. на Вищих курсах командного складу при Ленінградському інституті інженерів залізничного транспорту навчався Молчанов Олексій Петрович, уродженець Олексадрії — організатор евакуації промислових підприємств і населення по Одеській залізниці в роки німецько-радянської війни.
У 1937 році на базі факультету СЦБ та зв'язку, а також Московського інституту інженерів сигналізації та зв'язку створюється іще один новий вищий навчальний заклад — Ленінградський Електротехнічний Інститут Інженерів Сигналізації та Зв'язку (ЛЕТІІСЗ), який у 1950 був перейменований у Ленінградський Електротехнічний Інститут Інженерів Залізничного Транспорту, який через чотири роки увійшов у склад ЛІІЗТу як Електротехнічний факультет.

Продовжується вдосконалення навчального процесу, поглиблюється зв'язок з виробництвом, створюються нові спеціалізовані аудиторії й лабораторії, відкриваються Обчислювальний Центр та комп'ютерні класи, розробляється перший в практиці вишів Комплексний План Навчально-Виховної й Наукової Роботи, організуються філії Інституту у Великих Луках та Ризі, навчально-консультаційні пункти.

Створюються нові факультети: Вечірній, Заочний, «Економіка й Соціальне Управління» та Довишівської Підготовки; відкриваються нові спеціальності й спеціалізації. Всі ці заходи призвели до того, що у 1982 році Інститут випустив більше всього інженерів за всю його історію — 1833 спеціаліста.

У 80-90-ті роки велика увага приділяється комплексному плануванню й прогнозуванню діяльності вишу. Була почата перебудова системи підготовки інженерних кадрів, що призвело до зміни статусу Інституту — з 1993 він став університетом, отримавши назву Петербурзький Державний Університет Шляхів Сполучення (ПДУШС), яку носить і понині. Але стара назва, під якою Університет досяг найвищого розквіту, — ЛІІЗТ — і досі зберігається в повній назві вишу, таким чином, вона звучить як ПДУШС-ЛІІЗТ.

З 1999 року ректором Університету є президент Російської Академії Транспорту, доктор технічних наук, професор В. І. Ковальов.

## Структура
У складі ПДУШСу 9 факультетів, 53 кафедри, 4 філії, 4 технікума залізничного транспорту, 1 коледж залізничного транспорту й медичне училище.

### Факультети
У структурі ПДУШСу є 10 факультетів, зокрема:
- Будівельний
- «Мости й тунелі»
- Механічний
- «Управління процесами перевезень»
- Електромеханічний
- Електротехнічний
- «Економіка й соціальне управління»
- Вечірній
- Заочний
- Довишівської підготовки

### Філії
Також, окрім Петербургу, студенти можуть навчатися й у філіях в інших містах Росії:
- у Великих Луках
- у Петрозаводську
- у Мурманську
- у Волхові

### Технікуми, медичне училище
З 2010 року у склад ПДУШСу ввійшли також залізничні середні спеціальні навчальні заклади у містах Північного Заходу Росії:
- Великолуцький технікум залізничного транспорту імені К. С. Заслонова
- Вологодський технікум залізничного транспорту
- Петрозаводський коледж залізничного транспорту
- Санкт-Петербурзький технікум залізничного транспорту
- Ухтинський технікум залізничного транспорту

Також у склад ПДУШСу входить Медичне училище.

### Управління й служби
Робота університету забезпечується дванадцятьма управліннями й службами:
- Навчальне управління
- Управління персоналом
- Управління виробничого навчання
- Управління житлового фонду
- Управління з виховної роботи
- Управління інформатизації
- Управління міжнародних зв'язків
- Управління з якості
- Прес-служба
- Докторантура й аспірантура
- Видавництво
- Науково-дослідницька частина
- Бібліотека

### Адміністрація
Управління Університетом здійснюється Вченою Радою і Ректоратом.

### Студентське самоврядування
Студентське самоврядування здійснюється Радою Студентів з 7 вересня 2000 року. Рада Студентів — дорадчий колегіальний орган. Рада Студентів створена для координації діяльності всіх суспільних студентських організацій, клубів, структурних підрозділів вишу й факультетів з метою організації й проведення виховної й позанавчальної роботи; для розвитку студентського самоврядування, для взаємодії з адміністрацією ПДУШСу, а також для аналізу проблем вишу і знайдення їхнього рішення.
Членами Ради Студентів можуть бути студенти лише денної форми навчання, члени Студентських Рад Гуртожитків, де проживають студенти денної форми навчання; голова Профкому Студентів ПДУШСу й представник студентів ПДУШСу при Студентській Раді при Губернаторі Санкт-Петербургу. Участь у Раді Студентів здійснюється виключно добровільно.

## Наукова діяльність
Наукову діяльність університету здійснює Науково-дослідницька частина. Наукова діяльність головним чином пов'язана з вирішуванням науково-технічних проблем залізничного транспорту й транспортного будівництва, але можуть вирішуватися задачі й інших галузей народного господарства.

Також Науково-дослідницька частина здійснює патентування, метрологічні заходи (тобто повірку й калібрування приладів) і координацію наукової діяльності студентів.

## Міжнародні зв'язки
З 1956 року Університет здійснює навчання Студентів з іноземних країн, зокрема з Китаю, країн СНД (окрім Білорусі, Казахстану, Киргизстану й Таджикистану, бо абітурієнти з цих країн мають однаковий статус з російськими «колегами»), країн Африки.

Спочатку студенти навчаються на підготовчих курсах, де вивчають російську мову й загальноосвітні предмети, потім після складання вступних іспитів вони можуть продовжити навчання у ПДУШСі.

## Гуртожитки
Для забезпечення житлом студентів та абітурієнтів з інших міст або країн ПДУШС має на балансі 10 гуртожитків:
| Номер    | Тип        | Адреса |
| -------- | ---------- | --- |
| № 1      | Квартирний | 190005, Росія, Санкт-Петербург, вул. 7-а Червоноармійська, буд. 12 (ст. м. «Технологічний Інститут», «Фрунзенська») |
| № 1 к. 4 | Квартирний | 190005, Росія, Санкт-Петербург, вул. 7-а Червоноармійська, буд. 12 (ст. м. «Технологічний Інститут», «Фрунзенська») |
| № 2      | Квартирний | 197046, Росія, Санкт-Петербург, Кронверкський пр., буд. 9 (ст. м. «Горьківська»)                                    |
| № 3      | Кімнатний  | 190031, Росія, Санкт-Петербург, Столярний пров., буд. 6 (ст. м. «Сінна Площа», «Невський проспект»)                 |
| № 4      | Кімнатний  | 190031, Росія, Санкт-Петербург, наб. річки Фонтанки, буд. 113 (надворі ПДУШСу, ст. м. «Сінна Площа»)                |
| № 5      | Кімнатний  | 197046, Росія, Санкт-Петербург, вул. Мала Посадська, буд. 22-24 (ст. м. «Горьківська»)                              |
| № 5 к. 3 | Кімнатний  | 197046, Росія, Санкт-Петербург, вул. Мала Посадська, буд. 22-24 (ст. м. «Горьківська»)                              |
| № 6      | Квартирний | 190121, Росія, Санкт-Петербург, вул. Перевозна, буд. 2 (ст. м. «Сінна Площа»)                                       |
| № 7а     | Квартирний | 197046, Росія, Санкт-Петербург, вул. Мала Посадська, буд. 22-24 (ст. м. «Горьківська»)                              |
| № 8      | Квартирний | 189620, Росія, Санкт-Петербург, місто Пушкін, вул. Оранжерейна, буд. 73                                             |

## Будинок фізичної культури
Восени 1984 року Будинок фізичної культури відкрив свої двері для відвідувачів, тобто студентів ЛІІЗТу. Він обладнаний залами для єдиноборств, фітнесу, занять гімнастикою й ігровою залою. Також БФК обладнаний 25-метровим басейном з шістьма доріжками й залою з тренажерами.

БФК призначений в основному для студентів ПДУШСу, але кожен день провадяться платні заняття у басейні для сторонніх осіб. Крім того, БФК здатний приймати змагання.

## Музеї
Центральний музей залізничного транспорту Російської Федерації був заснований у 1813 році для зберігання й демонстрування «всіх важливих в Росії й інших земляних споруд». В ньому збиралися креслення і макети, провадилися практичні заняття студентів.
В 1862 році музей був відкритий для широкої публіки.
22 червня 1896 року імператор Микола ІІ схвалив пропозицію від Міністерства Шляхів Сполучень про створення Музею Відомства Шляхів Сполучень імені Миколи І, який тимчасово був розташований у нинішньому приміщенні кафедри фізичної культури.
У 1902 році для музею був збудований спеціальний будинок на вулиці Садовій, буд. 50, де музей розміщується і понині.
В 1987 році на честь ювілею залізниць Росії музей був виділений зі складу ПДУШСу й став підпорядковуватися МШС СРСР, а з 1992 — МШС РФ.

Від 31 грудня 2004 року музей знаходиться під управлінням Федеральної Агенції Залізничного Транспорту, з 2005 року він має статус державного музею Російської Федерації.
Колекція музею налічує понад 60 тисяч експонатів, серед яких є діючі макети станція, локомотивів, багато креслень. З 1992 року музей має філію у Красному Селі, де розміщені зразки російського містобудування.

Щорічно музей приймає понад 80 тисяч відвідувачів, в основному це школярі, студенти ПДУШСу й інших залізничних вишів, але так само велика й частина приватних відвідувачів. У музеї кожний день провадяться тематичні екскурсії, які дуже цікаво слухати, але найбільше враження на відвідувачів робить діючі макети сортувальної станції, шляху слідкування електропоїздів й макети локомотивів.
Музей Університету був заснований 1 грудня 1994 року. Експозиції музею розповідають про становлення й розвиток Університету від заснування до наших днів. Розташований він у 9 корпусі Університету.

## Відомі люди
В ПДУШСі викладали й працювали великі російські й іноземні вчені:
- Августин Бетанкур — засновник і перший ректор Інституту, відомий транспортний інженер;
- Бенуа Поль Еміль Клапейрон — великий фізик;
- Менделєєв Дмитро Іванович — великий хімік, творець Періодичної Системи Елементів;
- Графтіо Генріх Йосипович — закінчив ПДУШС у 1896 році, проектувальник і будівник багатьох ГЕС, а також Петербурзького трамваю;
- Остроградський Михайло Васильович — великий математик, викладав цю дисципліну у ПДУШСі;
- Буняковський Віктор Якович — великий математик, який винайшов планіметр і пантограф;
- інші видатні транспортні вчені.

## Відомі випускники
- Друзь Олександр Абрамович — гравець інтелектуальних ігор
- Ніколаєв Валентин Олексійович — тренер з фігурного катання
- Ніконов Ігор Володимирович — підприємець, засновник KAN Development, освітньої мережі А+, радник мера Києва — голови КМДА Віталія Кличка

## Пам'ятні медалі, жетони і монети
Пам'ятна медаль і жетон були випущені на честь сторіччя (1810–1910) утворення Інституту шляхів сполучення Імператора Олександра I.